# Thenay, Indre
Thenay là một xã ở tỉnh Indre ở miền trung nước Pháp. Xã này có diện tích 34,21 km², dân số năm 1999 là 827 người. Khu vực này có độ cao trung bình 101 mét trên mực nước biển.
Thị trấn này nằm trong công viên tự nhiên vùng Brenne.